# David Graham
David Graham, född 23 maj 1946 i Windsor i Australien, är en australisk golfspelare.
Graham blev professionell 1962 och efter en framgångsrik karriär både på den australiska och asiatiska touren blev han medlem på den amerikanska PGA-touren 1971. Hans första seger på den amerikanska touren kom 1972 då han vann Cleveland Open före sin landsman Bruce Devlin. 1976 vann han sin dittills största seger i World Matchplay på Wentworth Club i Virginia Water över amerikanen Hale Irwin. Samma år vann han två segrar på PGA-touren.
Graham vann två majortävlingar, 1979 års PGA Championship och 1981 års US Open. Vid segern i PGA Championship spelade han särspel mot Ben Crenshaw. På det första särspelshålet satte han en 9-metersputt, på det andra en 3-metersputt och på det tredje gjorde han birdie vilket gav honom segern. Med den segern blev han den förste australiske spelaren som vann en major efter Peter Thomson som vann The Open Championship 1965.

## Meriter

### Majorsegrar
- 1979 PGA Championship
- 1981 US Open

### PGA-segrar
- 1972 Cleveland Open
- 1976 American Express Westchester Classic, American Golf Classic

### Övriga segrar
- 1976 World Matchplay
- 1977 Australian Open

| Majorsegrare genom tiderna                                                                                      |                       |              |             |                  |
| 200 olika spelare har vunnit i herrarnas majortävlingar. David Graham var den 141:a spelaren som vann en major. |                       |              |             |                  |
| 1:a | 140:e                 | 141:a        | 142:a       | 200:e            |
| Willie Park Sr                                                                                                  | Severiano Ballesteros | David Graham | Bill Rogers | Louis Oosthuizen |
| Lista över golfens majorsegrare                                                                                 |                       |              |             |                  |